# Trispinaria sannio
Trispinaria sannio är en stekelart som först beskrevs av Günther Enderlein 1920.  Trispinaria sannio ingår i släktet Trispinaria och familjen bracksteklar. Inga underarter finns listade i Catalogue of Life.